# Мађарска регионална самоуправа
Мађарска регионална самоуправа (мађ. Magyar Körzeti Önkormányzat) је индиректни сепаратистички политички термин за предложене нове административне јединице у северном делу Аутономне Покрајине Војводине у Србији.
Она је део индиректног сепаратистичког политичког програма Савеза војвођанских Мађара, али ту идеју подржава и неколико других политичких партија етничких Мађара у Србији. Површина аутономије била би 3.813 km².

## Предлог
Оснивање ове нове административне јединице предложила је политичка партија Савез војвођанских Мађара. Овим предлогом Мађарска регионална самоуправа предлаже се да буде аутономна област у северном делу Војводине која обухвата девет општина северне Војводине: Суботицу, Бачку Тополу, Мали Иђош, Кањижу, Сенту, Аду, Бечеј, Чоку и Нови Кнежевац. Административни центар региона била би Суботица, док би сам регион био у саставу Војводине у оквиру Србије. Предлог за стварање Мађарске регионалне самоуправе заснива се на моделу аутономије округа Болцано у италијанској покрајини Трентино-Јужни Тирол где већину становништва чине Немци.
Поред Савеза војвођанских Мађара и његових коалиционих партнера из Мађарске коалиције, за територијалну аутономију етничких Мађара у Војводини и Србији залажу се и неке друге етничке мађарске политичке партије и покрети, попут Грађанског савеза Мађара и неофашистичког Омладинског покрета 64 жупаније.
Неке варијанте ових предлога залажу се да само осам општина буде укључено у Мађарску регионалну самоуправу, изузимајући општину Нови Кнежевац, које имају српску већину. Насупрот томе, предлог  неофашистичког Омладинског покрета 64 жупаније који се залаже за стварање Мађарске аутономне области на знатно већој територији, која би обухватала не само општине са мађарском већином или плуралношћу, већ и значајна суседна подручја, у којима се налази неколико значајних градова са српском већином.

## Демографија
Према подацима пописа из 2011. године, предложени нови регион би имао становништво сачињено од 49,6% Мађара, 26,9% Срба, 4,8% Хрвата, 4,4% Буњеваца, 2,2% Рома и других.
У границама предложеног региона живело би око 61,1% свих Мађара који живе у Србији и 61,8% свих Мађара који живе у Војводини.
Општине са мађарском националном већином су: Кањижа (85,1%), Сента (79,1%), Ада (75%), Бачка Топола (58%), Мали Иђош (53,9%). Мађари чине плуралитет становништва у Чоки (49,6%).
Општина Нови Кнежевац има српску већину (57,2%).
Општине Суботица, Бечеј и Чока су етнички мешовите. Становништво општине Суботица чини 35,6% Мађара, 27% Срба, 10% Хрвата, 9,5% Буњеваца итд. Становништво општине Бечеј чини 46,3% Мађара, 41,3% Срба, 2,2% Рома итд. Општине Чока чине 49,6% Мађари, 38,9% Срби, 3,8% Роми итд.
- Етничка карта Војводине (попис 2011)
- Језичка карта Војводине (попис 2011)
- Проценат Мађара у војвођанским општинама (попис 2011)

## Подршка идеји
На локалним изборима 2016. године Савез војвођанских Мађара освојио је највећи број мандата у скупштинама општина Суботица, Кањижа, Сента, Бачка Топола, Мали Иђош и Чока. Српска напредна странка освојила је више гласова од Савеза војвођанских Мађара у Бечеју, у коме је релативна већина становништва мађарске националности.